# Spheric Universe Experience
Spheric Universe Experience est un groupe de metal progressif français, originaire de Nice, en Côte-d'Azur. Le groupe est initialement formé en 1999 sous le nom de Gates of Delirium, puis sous Amnesya jusqu'en 2002. Après la dissolution du groupe, ce dernier se renomme Spheric Universe Experience, et publie un premier album studio, intitulé Mental Torments au label Intromental Management.

## Biographie
Le groupe est initialement formé en 1999 par le guitariste Vince Benaim et John Drai, comme groupe de metal progressif. Ils effectuent plusieurs concerts dans le sud de la France, sous le nom de Gates of Delirium. Ce n'est pas avant l'année 2001 que le groupe recrute un claviériste, Fred Colombo. Le groupe change ensuite de nom pour celui d'Amnesya, avant de jouer d'autres concerts et de produire une démo CD.
Le groupe se sépare en 2002 à la suite de désaccords. Benaim, Drai et Colombo continuent sous le nom de Spheric Universe Experience. Le groupe passe huit mois à écrire un album, qui est enregistré dans un studio local en avril 2003 aux côtés du chanteur de session Franck Garcia. Les parties vocales sont enregistrées dans un studio professionnel, et les capacités de Garcia ont tellement impressionné le groupe qu'ils lui demanderont de se joindre à eux comme membre permanent. La démo The Burning Box (2003) est envoyée au label Intromental Management au Danemark, qui leur offre un contrat. 
En 2005, le groupe publie son premier album studio, Mental Torments. Deux ans plus tard, en avril 2007 sort l'album Anima, au label Replica Records. En mars 2009, le groupe publie, sur sa page MySpace, une nouvelle chanson, Down Memory Lane, extraite de leur futur album, Unreal, prévu pour le 19 mai 2009 au label Sensory Records. L'album sort donc et est bien accueilli par la presse spécialisée,.
En 2012 sort l'album The New Eve. Le 24 janvier 2016, ils effectuent une performance à l'O2 Academy Islington de Londres, au Royaume-Uni. La performance est enregistrée et publiée le 27 janvier 2017 sous le titre Live in London.

## Membres

### Membres actuels
- John Drai - basse (depuis 2002)
- Vince Benaïm - guitare (depuis 2002)
- Fred Colombo - claviers (depuis 2002)
- Franck Garcia - chant (depuis 2002)
- Romain Goulon - batterie (depuis 2016)

### Anciens membres
- Brice Volodia - batterie (2003)
- Guillaume Morero - batterie (2004)
- Nicolas « Ranko » Muller - batterie (2005-2008)
- Christophe Briand - batterie (2008-2012)
- Gaby Odvad - batterie (2013-2015)